# موت بلير بيش
موت بلير بيش (بالإنجليزية: Death of Blair Peach)‏ (و. 1946 – 1979 م) هو نقابي نيوزلندي، ولد في نيوزيلندا، كان عضوًا في حزب العمال الاشتراكي، توفي في Southall ‏، عن عمر يناهز 33 عاماً، بسبب الصدمة الرضية الحادة.

## التعليم
تعلم في جامعة فيكتوريا
.